# فیلتون
longitudeفیلتونlatitudeفیلتون

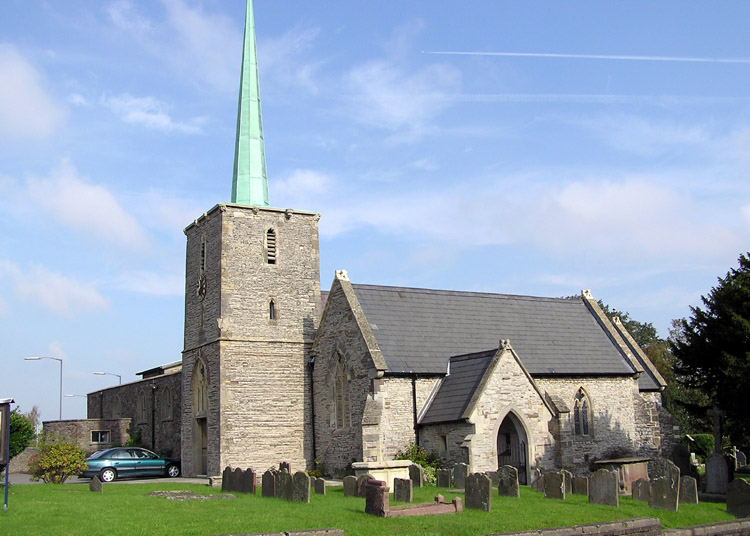
کلیسای سن پیتر در فیلتون

فیلتون (به انگلیسی: Filton) یک شهرک در بریتانیا است که در انگلستان واقع شده‌است.

## خصوصیات
فیلتون ۱۰٬۶۰۷ نفر جمعیت دارد.

## خواهرخوانده
شهرهای ویتسن‌هاوزن و Saint-Vallier خواهرخوانده‌های فیلتون هستند.